# 南布格河
南布格河（羅馬化：Pivdennyi Buh），或按烏克蘭語音譯南布赫河，為烏克蘭西南部河流。發源於波多尔高地，曲折東南流，注入黑海布格河口灣。長806公里，流域面積6.37萬平方公里。河口年平均流量90立方米/秒。春汛2月末至5月初，平水期6月至次年2月，冰期11月至次年3月中。沃茲涅先斯克以下可定期通航。建有水電站。三角洲漁業發達。河水主要用於灌溉。河口有艦船製造中心——尼古拉耶夫 。
流经的主要城市有：赫梅利尼茨基、文尼察、五一城、尼古拉耶夫。